# Glypta heinrichi
Glypta heinrichi là một loài tò vò trong họ Ichneumonidae.